# Nirut Sirichanya
Nirut Sirijanya (Bangkok, 2 maggio 1947) è un attore thailandese.

## Biografia
Ha frequentato l'Assumption College ed in seguito ha conseguito la laurea in Amministrazione d'Affari in Australia. In seguito si è laureato in scienze ed ha iniziato a lavorare come ingegnere presso l'AM PAC per poi trasferirsi a lavorare in diverse compagnie aeree, tra cui l'Alitalia.
Dalla metà degli anni settanta ha anche iniziato a lavorare come attore prendendo parte in diversi film thailandesi; è soprattutto noto per aver recitato nel noto film Una notte da leoni 2.

## Filmografia parziale
- The King Maker, regia di Lek Kitaparaporn (2005)
- Ong-Bak 2 - La nascita del dragone (Ong Bak 2), regia di Tony Jaa e Panna Rittikrai (2008)
- Una notte da leoni (The Hangover), regia di Todd Phillips (2009)
- Ong-Bak 3, regia di Tony Jaa e Panna Rittikrai (2010)